# Jaume Rovira Pous
Jaume Rovira Pous (Villablino, provincia de León, 3 de noviembre de 1979) es un ciclista español.

## Trayectoria
Debutó como profesional con el equipo Andalucía-Paul Versan en 2005.
Sus mayores éxitos como profesional han sido las victorias en el G. P. de Llodio y en la Clásica de Ordizia, además de la cuarta posición en el Campeonato de España en ruta de 2008, en Talavera de la Reina (provincia de Toledo), solamente superado por Alejandro Valverde, Óscar Sevilla y Óscar Pereiro.

## Palmarés
2006
- G. P. de Llodio

2009
- Clásica de Ordizia

## Equipos
- Andalucía-Paul Versan (2005-2006)
- Viña Magna-Cropu (2007)
- Extremadura-Ciclismo Solidario (2008)
- Andorra-Grandvalira (2009)
- Kastro (2010-2012)
  - Heraklion Kastro-Murcia (2010)
  - KTM-Murcia (2011)
  - Gios Deyser-Leon Kastro (2012)
- Movistar Team Ecuador (2014-2015)